# Hornbachtal
Das Hornbachtal ist ein Seitental des Lechtals in den Allgäuer Alpen im österreichischen Bundesland Tirol. Es zweigt bei Vorderhornbach vom Lechtal Richtung Westen ab und wendet sich nach rund 6 km nach Südwesten. Als einziges größeres Seitental zweigt dort das Jochbachtal nach Nordwesten ab. Das Hornbachtal ist das einzige bewohnte linke Seitental des mittleren Lechtals und wird vom Hornbach durchflossen.
Im Norden wird das Tal von einer Bergkette begrenzt, die sich von der Stallkarspitze (2350 m ü. A.) über den dominanten Hochvogel (2592 m ü. A.) bis zur Öfnerspitze (2575 m ü. A.) erstreckt. Die südliche Begrenzung zum Lechtal bildet die Hornbachkette, die von der Öfnerspitze über die Marchspitze (2609 m ü. A.) und Urbeleskarspitze (2632 m ü. A.) zur Klimmspitze (2464 m ü. A.) verläuft.
Etwa in der Mitte des Tals auf 1101 m ü. A. liegt als einzige größere Siedlung Hinterhornbach, zu dessen Gemeindegebiet ein Großteil des Tals gehört. Besiedelt wurde das hintere Hornbachtal nicht vom Lechtal, sondern vom Allgäu aus über die Joche. Am Ausgang zum Lechtal liegt Vorderhornbach. Für kurze Zeit Anfang des 19. Jahrhunderts waren beide Orte, die davor zu unterschiedlichen Gerichten gehört hatten, in der Gemeinde Hornbach vereinigt. Das Tal ist durch die Landesstraße L264 (Hornbacher Straße) erschlossen.